# 李密 (隋)
李 密（り みつ、582年（開皇2年） - 619年1月20日（武徳元年12月30日））は、中国の隋末唐初に割拠した群雄の一人。字は玄邃、または法主。長安出身。本貫は遼東郡襄平県（現在の遼寧省遼陽市）。

## 概要
門閥貴族の出身で、若い頃に宮廷の護衛官となったが、離職して勉学に励んだ。楊玄感の反乱に参加し、反乱が失敗に終わると数年の逃亡を経て翟譲による群盗集団に加わり、洛口倉を拠点として政権を樹立、魏公を称した。反隋を掲げて他の群盗や郡県を糾合し、河南から山東、江蘇にまで勢力を拡大。洛陽をめぐって隋軍を幾度も破り、隋臣による煬帝殺害の誘因ともなった。煬帝の死後は恭帝侗に帰順して宇文化及を討伐。その後、王世充に敗れて唐の李淵に帰順したが、まもなく亡命を図って殺された。

## 生涯

### 出身
武川鎮軍閥中の名家の一つである遼東李氏を出自とする。曾祖父は西魏八柱国の李弼。祖父は北周の邢国公李曜。父は北周・隋の柱国で蒲山郡公の李寛。
開皇年間に父の蒲山公の爵位を継ぐと、親類や旧友を援助し、客人や賢者を礼遇した。楊玄感とは刎頸の友となる。その後、心機一転して学問に専念し、とりわけ兵書を暗誦できるほど愛好した。国子助教の包愷に師事して『史記』『漢書』を学び、包愷の門弟の中で彼に及ぶ者はいなかった。大業の初めに親衞大都督に任命されたが望むものではなかったため、病を理由に辞職した。

### 楊玄感の乱
大業9年（613年）、隋の高句麗遠征の際に楊玄感が黎陽で挙兵すると、李密はその招きに応じて謀首（参謀）となった。楊玄感から計略を問われ、上策・中策・下策の選択肢を示した。
- 薊県（涿郡。現在の北京市）を占領し、隋軍の退路を断つ。兵糧を枯渇させ、自ら降伏してくるのを待ち、戦わずにして虜にする（上策）。
- 天府の国である関中の掌握。煬帝は要害を失い、楊玄感は険阻に拠って対抗することできる（中策）。
- 洛陽の攻略。唐禕が固守するため攻め落とすまで歳月がかかり、とりわけ勝敗の予測が難しい（下策）。

楊玄感は、朝臣の住居が多い洛陽を落として動揺を誘い、かつ威信を示す必要があるとして洛陽攻めを敢行した
楊玄感は緒戦で勝利を重ねたが、彼が韋福嗣を捕らえて腹心とすると、軍旅の事は李密だけの管轄とはいかなくなった。韋福嗣は檄文の作成を拒否するなど様子見の態度を崩さなかったため、李密は韋福嗣を殺して皆の結束を固めるよう楊玄感に進言したが反対された。また、楊玄感から帝位に就くべきか意見を求められた際は、「公自ら陣頭に立ち関中を平定すべき時に、どうして気概のない振る舞いを見せるのか」などと諌め、それを聞いた楊玄感は笑い、帝号を称することをやめた。
宇文述・来護児ら隋の援軍が迫ると、李密は楊玄感に対し「隴右で精鋭を率いる元弘嗣が呼応したと流言すれば、敵を欺いて関中へ容易に進入できる」と説いた。楊玄感はこの策を採用し関中を目指したが、途中で弘農宮の攻略に取りかかり、迅速な進軍を促す李密の意見には従わなかった。数日後にようやく進軍を再開したものの閿郷県で隋軍に追いつかれ、楊玄感は敗北した。
李密は逃走して馮翊郡に身を潜めたが、密告により捕縛されて京兆の獄に入れられた。煬帝が滞在する高陽県へ護送される途上、邯鄲県で仲間と共に脱走に成功する。平原の賊首郝孝德を頼るも冷遇され、飢饉に見舞われて樹皮を削って飢えをしのいだ。その後、淮陽の農村に身を落ち着け、「劉智遠」と名を偽り、生徒を集めて学問を教え始める。失意のうちに数ヶ月が過ぎ、五言詩を綴ると涙を流した。その様子を怪しまれたことから官憲に追われ、雍丘県令を務める妹婿・丘君明のもとに身を寄せた。彼の紹介で遊侠の王秀才に匿われ、その娘と結婚。しかし丘君明の甥に所在を密告され、捕縛の兵に屋敷を取り囲まれてしまう。李密はたまたま外出していて助かったものの、丘君明と王秀才は命を落とすこととなった。

### 翟譲に従う・政権樹立
その後、1万人余りの民衆を集めていた東郡の賊首翟讓に帰順した。だが、楊玄感の残党である李密を殺すよう翟譲に進言する者がおり、恐れた李密は王伯当の助けを借り、策をもって翟讓との謁見にこぎつける。翟譲は李密を諸小賊のもとに派遣して説伏させたところ、次々と彼らを降すことに成功したため、次第に李密を尊敬し、共に大事を論じるようになった。
翟譲集団は兵は多いが食糧が少なく、人も馬も疲弊していた。滎陽を奪って兵糧を確保し、兵馬を回復させるという李密の案に翟譲も賛成し、金堤関を破って滎陽諸県の多くを降した。大業12年（616年）10月、隋将の張須陀を打ち破り、斬った（大海寺の戦い）。この勝利により、翟譲は李密に独自の部隊を率いる権限を与えた。
洛口倉を制圧し、飢饉で困窮する民衆を救済して人を集めることを提案し、翟譲の同意を得た。大業13年（617年）春、洛口倉を落として民衆に開放すると、老人や子連れの者らが道に絶えることなく大勢が行き着いた（洛口倉の戦い。洛陽の越王楊侗は劉長恭に李密を討伐させたが、李密は一戦してこれを破った（石子河の戦い）。
翟譲に推戴されて頭首となり、洛口倉の周囲40里に城（洛口倉城）を築いて居城とする。房彦藻が汝南郡を説いて降すと洛陽の人々は震撼したという。2月、魏公に即位して元号を元年とし、配下にそれぞれ爵位・官職を与えた（#関連人物を参照）。
同年4月、長白山の首領孟讓、鞏県の柴孝和、虎牢関の裴仁基が帰順し、裴仁基と孟讓に洛陽の北に位置する回洛倉を攻め落とさせた。彼らが洛陽の軍に敗走すると、李密は3万の兵を率いて洛陽へ進軍し、隋将の段達・高毗・劉長恭ら率いる7万の軍を洛陽故城で打ち破った。再び回洛倉を落として洛陽に迫り、煬帝の10の罪を列挙した檄文を郡県に送り、天下を震動させた。

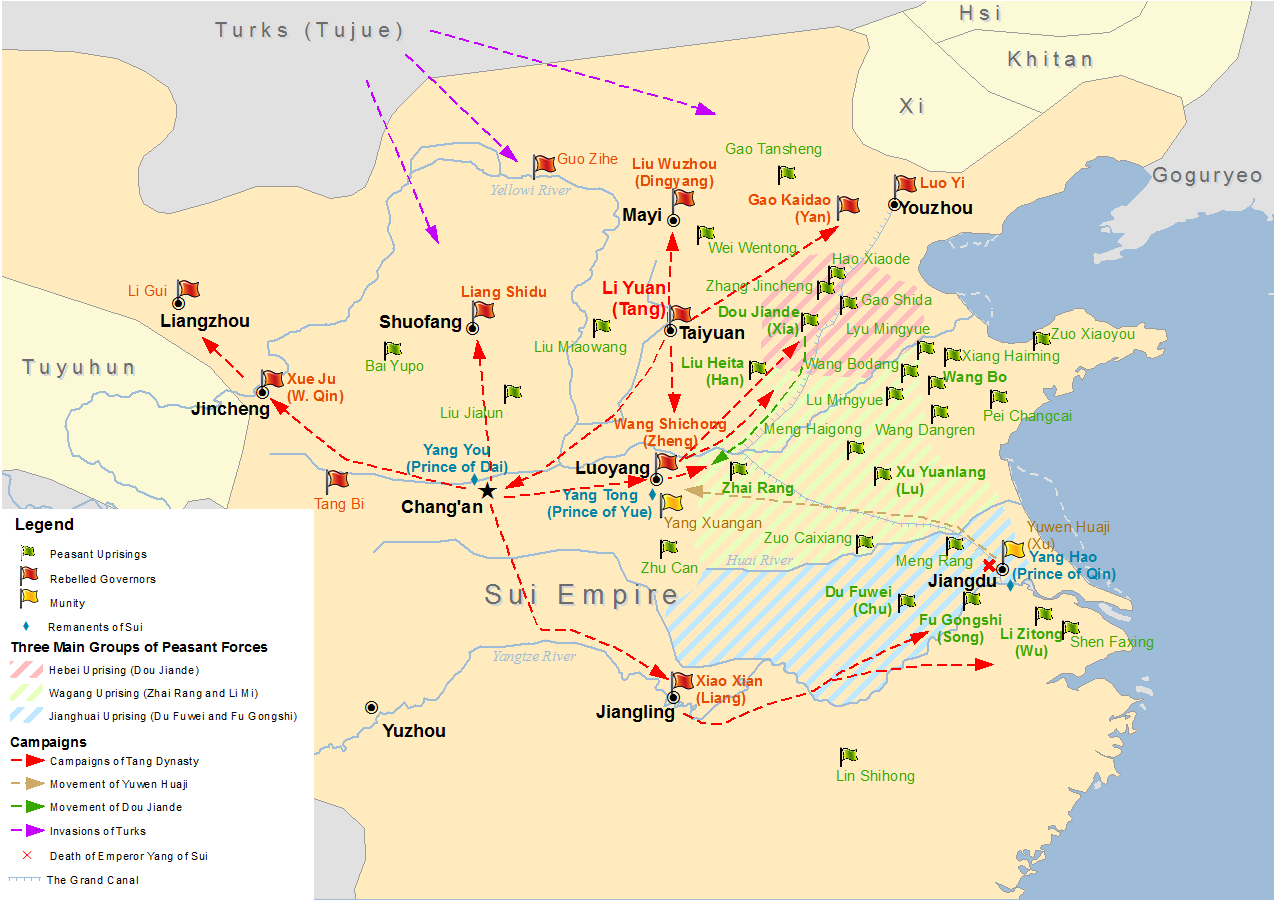
隋末の反乱を示す地図。翟譲・李密政権の勢力範囲は薄緑色の斜線で示されている。

柴孝和は、天然の要害であり王業の地である関中を落としたあとに洛陽を攻略する策を提案した。李密も同じ構想を持っていたが、煬帝の兵力が依然として強いこと、洛陽を制圧しないかぎり麾下の大半を占める山東出身者は従わないであろうこと、群盗の出身である諸将を留めておけば各自争い始めるといった懸念があり、実行に移せずにいた。柴孝和は得心して少数で偵察に出た。陝県で1万あまりの賊徒を集めたが、李密が隋軍との連戦で負傷し、洛口倉城まで退くと賊徒はみな逃げ散った。
同年10月、煬帝は王世充に命じ、江淮の精鋭兵5万でもって李密を討たせた。李密は防戦するも形勢不利となり、その際に柴孝和を溺死で亡くし、ひどく悲しんだという（黒石の戦い）。洛西に軍営を築いた王世充とは100日あまりにわたって対峙した。また、武陽郡丞の元寶藏や郝孝德・李文相ら各地の群賊が帰順し、ともに黎陽倉を攻め落とした。
翟讓は、配下の王儒信から大塚宰（宰相）となって李密の権力を奪うことを勧められ、兄の翟寛からは天子の座を狙うように促された。李密はそれらを知ると禍根を断つ一計を案じる。同年11月、王世充を敗走させた翌日、翟譲は数百人を伴い李密のもとを訪れて酒宴を要求した。李密は翟譲とその配下を別々の席に案内すると、翟譲に良弓を渡して射てみるように促した。翟譲が弓を引き絞った時、李密の命を受けた蔡建が翟譲を背後から斬殺し、翟寬・王儒信をも殺害した。重傷を負った徐世勣を助け、単雄信らをなぐさめ愉した。翟譲の兵卒は徐世勣・単雄信・王伯当に分けて統率させた。
同年12月、洛口倉城に夜襲を仕掛けた王世充を撃退し、隋将の費青奴を斬った。大業14年（618年）1月、王世充が鞏県の北から洛水を渡って侵攻、鞏県の城下に迫ると、李密は精鋭を率いて反撃し、隋軍を退却させた。隋軍は数万人の溺死者を出し、楊威・王辯・劉長恭ら多くの隋将が陣没。王世充は逃れたものの、雨雪の寒さで兵士の大半が死亡した（洛南の戦い）。李密は金鏞城を修繕・建造して居城とする。この時点で30万を超える人々を擁していたと記されている。洛陽の上春門を攻めて隋将の韋津を破り、生け捕った。
東の海岱から南の江淮までの郡県はみな李密に使者を送った。竇建徳・朱粲ら群雄から帝位につくよう勧められ、李密の配下もみな賛同したが、洛陽を落とさない限りこの話はしないと拒んだ。李淵にも合従を求めると、李淵は関中を平定するまでは李密と敵対を避け、従順を装う書を送った。同年4月に洛陽を包囲した李淵の軍と競い合ったが、その時は互いに兵を退いた。

### 隋に帰順
大業14年（618年）3月、宇文化及が江都で煬帝を殺害し、6月には洛陽・長安へ帰還するため衆を引き連れて北上、10万の兵をもって黎陽を攻撃したため、李密は2万の歩騎を率いて防戦した。煬帝の死後に洛陽で即位した恭帝侗は、宇文化及を恐れて李密を招撫し、李密は恭帝侗に帰順した。太尉・尚書令・東南道大行台・行軍元帥・魏国公および節度を授けられ、宇文化及を討伐した後、参内することとなった。
宇文化及の洛陽・長安への帰路を断った上で、徐世勣とともに黎陽を守った。童山の麓で対戦した際に流れ矢で負傷し、汲県で療養している間に、宇文化及は汲郡を寇掠して魏県へ去った（黎陽の戦い(618年)）。煬帝の殺害に関わった于弘達を恭帝侗に献上し、入朝を促されて洛陽に向かっていたが、元文都・盧楚らが王世充に殺されたことを知り、金墉城へ帰った。この時、徐文遠から「王世充を破らねば皇帝に拝謁することはかなわぬだろう」との助言を受けている。
李密集団は衣類が不足し、洛陽には食糧が少なかった。邴元真らに説得されて洛陽との交易を許可したが、洛陽からの投降者が激減したため差し止めた。また、財物が備蓄されている府庫を手に入れることができず、数戦しても兵に褒賞を与えることができなかった。一方で新参の者を厚く慰撫したため、褒賞を貰えない兵は不満を募らせていった。さらに、邴元真が謀反を企てているとの密告があったにもかかわらず、洛口倉城の守備を任せていた。
宇文化及を撃退したものの、強兵と良馬の多くが戦死し、兵士は疲弊していた。武徳元年（618年）9月、王世充に邙山で敗れ、1万あまりの兵を連れて洛口倉城へ退却した（邙山の戦い(618年)）。王世充が偃師城を包囲すると鄭頲配下の兵が城を明け渡し、裴仁基・祖君彦らが捕虜となった。李密は洛口倉城に入る前に邴元真の内通を知り、途中で王世充を撃退しようと待ち伏せたが失敗し、虎牢関へ逃れた。王世充は偃師で捕らえた李密の臣下の家族を使って降伏を呼びかけており、邴元真らは洛口倉城ごと降伏した。
李密は徐世勣を疑って彼が守る黎陽には向かわず、王伯当が守る河陽に入った。王伯当に対し「我が軍は負けた。諸君には長いあいだ苦労をかけた」と詫び、自害して謝罪しようとした。王伯当は李密を抱き留めて号泣し、周りの者もみな泣いた。唐の李淵に身を寄せる提案をすると、李密と李淵には親交があること、また李密が隋の退路を断ったことで唐の長安占拠に貢献したことを挙げて一同は賛成した。王伯当には自分と同行しないことを勧めたが、王伯当は李密と生死を共にすることを誓った。

### 唐に臣従・最期
618年10月、2万人を従えて唐の李淵に帰服した。光禄卿となり、邢国公に封ぜられた。まもなく李淵は、李密の旧臣が王世充に服従していないことを知り、李密を黎陽へ派遣して旧臣を招集させ、王世充を攻略しようと計った。
同年12月、王伯当らを伴って長安を出立したが、桃林県まで進むと李淵から再び戻るよう命ぜられた。李密はおそれ、王伯当らが止めるのも聞かずに勅命に逆らい逃亡を図った。配下を妻妾の姿に変装させて県舎に侵入し城を占拠、畜産を奪って脱出した。南山を通って旧臣の張善相が守る襄城へ向かい、張善相に呼応するよう使者を出した。陸渾県の南70里まで来た時、李密を追跡していた唐の熊州副将盛彦師による伏兵の奇襲を受けて斬殺された。享年37。同行していた王伯当も死亡し、2人の首は長安に送られた。

### 死後
徐世勣は李密の反状を知らされると、遺体を引き取り埋葬することを願い出た。李淵から遺体が返されると喪を発し、君臣の礼をもって黎陽山の南に埋葬した。旧友たちは血を吐くほど悲しんだという。旧臣の杜才幹は、李密に背き王世充に降った邴元真を恨んで殺害し、李密の墓にその首を祭った。

## 墓誌銘
1969年の冬、河南省鶴壁市浚県羅荘村の衛河を浚渫した際に、川底から墓誌銘（「唐上柱國邢國公李君之墓銘」）が出土した。『文苑英華』に収められている魏徴撰「唐故邢國公李密墓誌銘」の墓誌石とみられる。
出土した墓誌銘と、『文苑英華』に収められている墓誌銘の文章のあいだには差異がみられ、たとえば李密の葬儀を執り行った者で名前の記載があるのは、『文苑英華』の墓誌銘では徐世勣のみだが、出土した墓誌銘では徐世勣・柳徳義・薛宝・杜才幹の名があげられている。

## 人物・逸話
性格は、はかりごとが多く、文武の才を兼ね、志気は壮大であった。常に人を救うことを自分の務めとしており、人をもてなす際は家の財産を分け与えるなど金を惜しむことがなかった。
国子助教の包愷に師事していた頃、彼を訪ねるために黄牛に乗り、『漢書』を牛の角に立てかけて読書をしながら移動していた。その道すがら背後から「こんなに学問に熱心なのはどこの書生か」と声をかけられ、振り返ると隋の重臣・楊素であった。牛から降りて拝礼し、名を告げ、楊素から何を読んでいるのか問われると「項羽伝」と答えた。楊素はそれを珍しく思い、さらに李密と言葉をかわしてみると非常に満足して、息子の楊玄感らに「李密の見識はお前たちの及ぶところではない」と言った。それ以降、楊玄感は李密を傾慕し、親交を結んだ。この故事は、牛の角に書物を立てかけて学問に励むことを意味する「牛角掛書」の由来になったとされ、『三字経』にも「掛角」の句で取り入れられた。
李密の風貌は、額が鋭角で、瞳は黒白がはっきりと明るく澄んでいた。『白孔六帖 』巻30では四角い瞳孔（方瞳子）をしていたと記す。
若い頃、父の恩蔭により左親侍の職を得た。煬帝は仗下にいる李密の姿に目を留め、退出後宇文述に「左仗下にいた色黒の若者は誰であったか」と尋ねた。「亡くなった蒲山公李寛の子、李密です」と宇文述が答えると煬帝は「あの若者は視瞻が異常であるから宿衛にしないように」と命じた。後日、宇文述が李密に「君は聡明なのだから学問で官位を得るべきだ。三衛は賢者を育てる場所ではない」と告げたところ、李密は非常に喜んで病気を理由に辞職した。以降は読書に専念したため、当時の人々は李密の姿をほとんど見かけなくなったという。

## 関連人物
魏政権の配下のうち、官位や爵位が明記されている人物は以下の通り。
- 翟讓（上柱國・司徒・東郡公）
- 房彦藻（清河公・元帥左長史）
- 邴元真（大将軍・右長史）
- 楊徳方（左司馬）
- 鄭德韜（右司馬）
- 単雄信（左武候大将軍）
- 徐世勣（東海郡公・右武候大将軍）
- 祖君彦（記室）
- 王伯当（琅邪公）
- 張亮（驃騎將軍）
- 田茂廣（護軍）
- 孟讓（中国語版）（上柱国・総管・斉国公）
- 柴孝和（護軍）
- 鄭頲（楊徳方の死後に左司馬となる）
- 鄭虔象（鄭德韜の死後に右司馬となる）
- 裴仁基（光祿大夫・上柱国・河東郡公）
- 裴行儼（中国語版）（上柱国・絳郡公）
- 秦叔宝（驃騎）
- 程知節（驃騎）
- 羅士信（総管）
- 趙仁基（総管）
- 孟暢（柱国・暦城公）
- 魯儒（總管）
- 元寶蔵（上柱国・武陽郡公）
- 魏徴（記室）
- 許敬宗（記室）
- 郝孝德（平原公）
- 邢義期（元帥府記室）
- 崔世枢（総管）
- 李儉（記室参軍）
- 柳爕（府掾）
- 賈閏甫（中国語版）（司兵参軍・記室）
- 李育德（中国語版）（総管）
- 朱粲（揚州總管、鄧公）

## 登場作品
小説
- 狩野あざみ『隋唐陽炎賦 亜州黄竜伝奇5』（李密を主人公にした小説）
- 八木荘司『遥かなる大和』

テレビドラマ
- 『創世の龍 〜李世民 大唐建国記〜』（2006年、演:李振起）